# 克里斯蒂安·斯普林格
克里斯蒂安·斯普林格（Christian David Sprenger，1985年12月19日—）是澳大利亞的一位已退役的蛙泳選手。他在商業游泳俱樂部。斯普林格是一位德裔澳大利亞人，他的堂兄尼古拉斯·斯普林格是一位自由泳選手，在2004年和2008年代表澳大利亞參加了奧運會。

## 游泳生涯
在2008年澳大利亞游泳錦標賽上，斯普林格參加了100米和200米蛙泳的比賽，並在兩個比賽上都獲得第二名，得以參加北京奧運會。他在兩個項目上都未能進入決賽，但在混合泳接力比賽獲得了銀牌。在2008年的FINA游泳世界盃上，他獲得了九枚獎牌。他在這一年的其他賽事中還獲得了7面銀牌和三面銅牌。
斯普林格在2009年首次在世界性賽事中獲得成功。在2009年世界游泳錦標賽上，他在半決賽中打破了北島康介保持的200米蛙泳世界紀錄，並獲得了兩枚銅牌。2010年，他在國際賽事中取得更多成功。斯普林格在2010年泛太平洋游泳錦標賽上獲得100米蛙泳的銀牌，並在接力比賽上獲得銅牌。他還在英聯邦運動會上獲得三枚獎牌。
在2012年奧林匹克運動會上，斯普林格獲得了100米蛙泳比賽的銀牌，並創出個人新紀錄58.93秒，這也是他游泳生涯的一大巔峰。在2013年世界游泳錦標賽上，斯普林格在100米蛙泳的比賽獲得金牌並創造個人最佳成績新紀錄。他也在50米蛙泳的比賽中獲得銀牌。
在2014年英聯邦運動會上，他獲得了男子50米蛙泳項目的銅牌並且代表澳大利亞隊獲得了男子4×100米接力比賽的銀牌。
2016年，斯普林格因肩傷而宣布退役。

## 生涯最佳成績
斯普林格在游泳生涯中兩次突破世界紀錄。
| 項目      | 時間    | 紀錄           | 賽事                 |
| 長池      |         |                |                      |
| 50米蛙泳  | 26.74   | 澳大利亞紀錄   | 2014年澳大利亞錦標賽 |
| 100米蛙泳 | 58.79   | 前澳大利亞紀錄 | 2013年世界錦標賽     |
| 200米蛙泳 | 2:07.31 | 前世界紀錄     | 2009年世界錦標賽     |

| 項目      | 時間    | 紀錄         | 賽事                 |
| 短池      |         |              |                      |
| 50米蛙泳  | 26.24   | 澳大利亞紀錄 | 2013年FINA游泳世界盃 |
| 100米蛙泳 | 57.14   | 澳大利亞紀錄 | 2013年FINA游泳世界盃 |
| 200米蛙泳 | 2:01.98 | 前世界紀錄   | 2009年澳大利亞錦標賽 |

## 外部連結
- 官方网站
- Christian Sprenger（Swimming Australia網站）